# 李弘敏
李弘敏（英語：Min Lee Mitchell），美国台裔记者、编辑，自由亚洲电台执行主编。

## 生平
李弘敏1992年毕业于国立政治大学俄文系。毕业后曾任《民生报》记者。1994年赴美国留学，1996年获德州大学奥斯汀分校新闻学硕士学位。回到台湾后，她出任中天电视主播。1997年进入台湾电视公司担任主播，2000年起任台视驻美特派记者。此后她曾任凤凰卫视驻华盛顿高级记者。2012年其丈夫米德偉被任命为20余年来首位美国驻缅甸大使，她随丈夫一同前往缅甸。
李弘敏于2017年加入自由亚洲电台，担任东亚部编辑主任（managing director）。在其领导下，自由亚洲电台推出了面向中国年轻群体的中文新媒体平台“歪脑”。2021年，李弘敏升任执行主编（executive editor）。

## 家庭
李弘敏的父亲李祖源曾任中国广播公司总经理，台湾电视公司总经理、副董事长。
2006年，李弘敏与美国外交官米德偉结婚。米德伟曾任美国国防部亚太事务首席副助理部长、美国驻缅甸大使等职。